# Acariformes
Acariformes, takođe poznat kao Actinotrichida, je raznovrsniji od dva nadreda grinja. Preko 32.000 opisanih vrsta nalazi se u 351 porodici, sa procenjenim ukupnim brojem od 440.000 do 929.000 vrsta, uključujući neopisane vrste.

## Sistematika i taksonomija
Acariformes se mogu podeliti u dve glavne klade - Sarcoptiformes i Trombidiformes. Pored toga, parafiletska grupa koja sadrži primitivne oblike, Endeostigmata, ranije se takođe smatrala posebnom. Potonja se sastoji od samo 10 malo proučenih porodica, sitnih grinja mekog tela koje jedu čvrstu hranu, kao što su gljive, alge i beskičmenjaci mekog tela kao što su nematode, rotiferi i tardigradi. Ove klade su se ranije smatrale podredovima, ali to ne dozvoljava dovoljno preciznu klasifikaciju grinja i ukida se u modernijim tretmanima; za Endeostigmata se različito smatra da same formiraju podred (staro gledište) ili su uključene uglavnom u Sarcoptiformes, čime obe grupe postoaju monofiletske. U genomskim analizama otkriveno je da se nadfamilija Eriophyoidea, koja se tradicionalno smatra članom Trombidiformes, sastoji od bazalnih grinja, i da je sestrinjska klada onima koje sadrže Sarcoptiformes i Trombidiformes.

## Literatura
- David Walter; Heather Proctor (1999). Mites: Ecology, Evolution and Behaviour. CABI Publishing. ISBN 978-0-85199-375-1.